# Copa Premier Centroamericana 2019-20
La primera y única edición de la Copa Premier Centroamericana se celebró en el año 2019 en el mes de julio, para la fase de grupos, en noviembre para las semifinales y en enero de 2020 la final. El torneo fue de carácter amistoso, pero avalado por la UNCAF y la CONCACAF. Real Club Deportivo España fue el primer y único ganador de la competición al vencer en la final a Club Deportivo Olimpia.

## Formato
Se inició con una fase de clasificación en la que los equipos fueron divididos en dos grupos de cuatro integrantes que jugaron todos contra todos a un solo juego. Los dos primeros lugares de cada grupo clasificaron a la fase de eliminación directa (semifinales y final) a visita recíproca.
Los criterios de desempate para determinar los clasificados en la fase de grupos fueron los siguientes: diferencia de goles, mayor cantidad de goles a favor, menor cantidad de goles en contra, sorteo. Para la fase de eliminación directa, en semifinales, el equipo clasificado para la final fue el que acumuló la mayor cantidad de goles en los juegos de ida y vuelta. En caso de empate se recurrió a los tiros desde el punto penal después de finalizado el segundo juego. De igual forma el equipo ganador de la final fue el que acumuló la mayor cantidad de goles en los juegos de ida y vuelta, en caso de empate se recurrió a la prórroga, y de persistir el empate a los tiros desde el punto penal.
Para determinar en la fase de eliminación directa cuál equipo era local en el juego de vuelta, se recurrió a los siguientes criterios: mayor cantidad de puntos en la fase de grupos, mejor diferencia de goles, y menor cantidad de tarjetas amarillas y rojas.

## Equipos participantes
| Costa Rica - LD Alajuelense - CS Herediano*   |
| El Salvador - Alianza FC                      |
| Guatemala - Comunicaciones FC - CSD Municipal |
| Honduras - CD Olimpia - CD Real España        |
| Panamá - CD Árabe Unido                       |

*En un principio se había invitado al  Deportivo Saprissa pero no pudo participar debido a problemas de transmisión de televisión de sus partidos.

## Fase de grupos

### Grupo A
| Pos. | Equipo      | Pts. | PJ | PG | PE | PP | GF | GC | Dif. |
| ---- | ----------- | ---- | -- | -- | -- | -- | -- | -- | ---- |
| 1.º  | Alianza     | 6    | 3  | 2  | 0  | 1  | 6  | 3  | 3    |
| 2.º  | Real España | 4    | 3  | 1  | 1  | 1  | 4  | 4  | 0    |
| 3.º  | Alajuelense | 4    | 3  | 1  | 1  | 1  | 5  | 7  | −2   |
| 4.º  | Municipal   | 2    | 3  | 0  | 2  | 1  | 3  | 4  | −1   |

|  | Clasifica a la siguiente fase. |

| 10 de julio de 2019 | Alianza     | 1 - 0 | Municipal | Estadio Cuscatlán, San Salvador |  |
| 18:30 h (UTC-6)     | Olivera 49' |       |           |                                 |  |

| 10 de julio de 2019 | Real España  | 1 - 2 | Alajuelense           | Estadio Francisco Morazán, San Pedro Sula |  |
| 20:30 h (UTC-6)     | Martínez 16' |       | Rojas 60' · López 87' |                                           |  |

| 13 de julio de 2019 | Municipal                    | 2 - 2 | Alajuelense                   | Estadio Manuel Felipe Carrera, Ciudad de Guatemala |  |
| 15:00 h (UTC-6)     | Arce 30' · Guerra 32' (pen.) |       | Zabala 61' · Montenegro 90+5' |                                                    |  |

| 13 de julio de 2019 | Alianza         | 1 - 2 | Real España                      | Estadio Cuscatlán, San Salvador |  |
| 19:00 h (UTC-6)     | Peña 80' (pen.) |       | Martínez 21' (pen.) · Vuelto 82' |                                 |  |

| 17 de julio de 2019 | Alianza                                          | 4 - 1 | Alajuelense    | Estadio Cuscatlán, San Salvador |  |
| 20:00 h (UTC-6)     | Peñaranda 47', 90' · Cerén 57' · Rodríguez 90+3' |       | McDonald 37' · |                                 |  |

| 20 de julio de 2019 | Municipal  | 1 - 1 | Real España | Estadio Manuel Felipe Carrera, Ciudad de Guatemala |  |
| 15:00 h (UTC-6)     | Rosales 9' |       | Vuelto 41'  |                                                    |  |

### Grupo B
| Pos. | Equipo         | Pts. | PJ | PG | PE | PP | GF | GC | Dif. |
| ---- | -------------- | ---- | -- | -- | -- | -- | -- | -- | ---- |
| 1.º  | Comunicaciones | 6    | 3  | 2  | 0  | 1  | 6  | 1  | 5    |
| 2.º  | Olimpia        | 6    | 3  | 2  | 0  | 1  | 7  | 5  | 2    |
| 3.º  | Herediano      | 6    | 3  | 2  | 0  | 1  | 3  | 3  | 0    |
| 4.º  | Árabe Unido    | 0    | 3  | 0  | 0  | 3  | 2  | 9  | −7   |

|  | Clasifica a la siguiente fase. |

| 11 de julio de 2019 | Olimpia                                 | 3 - 0 | Herediano | Estadio Nacional de Tegucigalpa, Tegucigalpa |  |
| 19:00 h (UTC-6)     | Garrido 49' · Benguché 71' · Lacayo 77' |       |           |                                              |  |

| 14 de julio de 2019 | Comunicaciones                        | 3 - 0 | Olimpia | Estadio Doroteo Guamuch Flores, Ciudad de Guatemala |  |
| 11:00 h (UTC-6)     | Lombardi 6' · Herrera 53' (pen.), 57' |       |         |                                                     |  |

| 14 de julio de 2019 | Herediano            | 2 - 0 | Árabe Unido | Estadio Eladio Rosabal Cordero, Heredia |  |
| 13:00 h (UTC-6)     | Rubio 45' · Galo 83' |       |             |                                         |  |

| 17 de julio de 2019 | Árabe Unido   | 2 - 4 | Olimpia                                                         | Estadio Agustín Muquita Sánchez, La Chorrera |  |
| 19:00 h (UTC-5)     | Cox 5', 78' · |       | Garrido 35' · Benguché 52' · Alvarado 60' (pen.) · Róchez 90+1' |                                              |  |

| 18 de julio de 2019 | Herediano      | 1 - 0 | Comunicaciones | Estadio Eladio Rosabal Cordero, Heredia |  |
| 15:00 h (UTC-6)     | Villalobos 51' |       |                |                                         |  |

| 21 de julio de 2019 | Comunicaciones                          | 3 - 0 | Árabe Unido | Estadio Doroteo Guamuch Flores, Ciudad de Guatemala |  |
| 18:00 h (UTC-6)     | Gordillo 46' · García 72' · Herrera 89' |       |             |                                                     |  |

## Ronda Final
|  | Semifinales                  | Semifinales                  | Semifinales                  | Semifinales                  |   |         | Final                    | Final                    | Final                    | Final                    |  |
|  | 13 y 17 de noviembre de 2019 | 13 y 17 de noviembre de 2019 | 13 y 17 de noviembre de 2019 | 13 y 17 de noviembre de 2019 |   |         | 15 y 22 de enero de 2020 | 15 y 22 de enero de 2020 | 15 y 22 de enero de 2020 | 15 y 22 de enero de 2020 |  |
|  |                              |                              |                              |                              |   |         |                          |                          |                          |                          |  |
|  |                              |                              |                              |                              |   |         |                          |                          |                          |                          |  |
|  | Alianza                      | 0                            | -                            | 0                            |   |         |                          |                          |                          |                          |  |
|  | Alianza                      | 0                            | -                            | 0                            |   |         |                          |                          |                          |                          |  |
|  | Olimpia                      | 1                            | -                            | 1                            |   |         |                          |                          |                          |                          |  |
|  | Olimpia                      | 1                            | -                            | 1                            |   | Olimpia | 0                        | 0                        | 0                        |                          |  |
|  |                              |                              |                              |                              |   | Olimpia | 0                        | 0                        | 0                        |                          |  |
|  |                              |                              | Real España                  | 0                            | 2 | 2       |                          |                          |                          |                          |  |
|  | Comunicaciones               | 0                            | Real España                  | 0                            | 2 | 2       | 2                        | 2                        |                          |                          |  |
|  | Comunicaciones               | 0                            |                              |                              |   |         | 2                        | 2                        |                          |                          |  |
|  | Real España                  | 2                            | 1                            | 3                            |   |         |                          |                          |                          |                          |  |
|  | Real España                  | 2                            | 1                            | 3                            |   |         |                          |                          |                          |                          |  |
|  |                              |                              |                              |                              |   |         |                          |                          |                          |                          |  |

### Semifinales
| 13 de noviembre de 2019 | Olimpia       | 1 - 0 | Alianza | Estadio Nacional de Tegucigalpa, Tegucigalpa |  |
| 18:00 h (UTC-6) | Hernández 43' |       |         |                                              |  |
| El juego de vuelta fue suspendido el 8 de enero de 2020 por disturbios fuera del estadio Las Delicias en Santa Tecla. El club Alianza decidió retirarse del torneo por lo que Olimpia clasificó a la final tomando en cuenta el resultado del juego de ida. |               |       |         |                                              |  |

| 13 de noviembre de 2019 | Real España             | 2 - 0 | Comunicaciones | Estadio Francisco Morazán, San Pedro Sula |  |
| 20:00 h (UTC-6)         | Martínez 6' (pen.), 54' |       |                |                                           |  |

| 17 de noviembre de 2019 | Comunicaciones                     | 2 - 1 | Real España   | Estadio Doroteo Guamuch Flores, Ciudad de Guatemala |  |
| 11:00 h (UTC-6)         | Chinchilla 47' · Montes 78' (a.g.) |       | Benavídez 24' |                                                     |  |

### Final
| 15 de enero de 2020 | Real España | 0 - 0 | Olimpia | Estadio Olímpico Metropolitano, San Pedro Sula |                            |
| 19:00 h (UTC-6)     |             |       |         | Árbitro(s): Nelson Salgado                     | Árbitro(s): Nelson Salgado |

| 22 de enero de 2020 | Olimpia | 0 - 2 | Real España                      | Estadio Olímpico Metropolitano, San Pedro Sula |                          |
| 19:00 h (UTC-6)     |         |       | Vargas 42' · Martinez 72' (pen.) | Árbitro(s): Walter Lopez                       | Árbitro(s): Walter Lopez |

|                                   |
| Campeón Real España Primer título |